# Vladimír Maška
Vladimír Maška (ur. 6 lutego 1973 w Děčín) – były czeski lekkoatleta, który specjalizował się z rzucie młotem.
Uczestnik igrzysk olimpijskich (2000, 2004), mistrzostw Europy i świata. Siedmiokrotny mistrz kraju (1998-2002, 2004-2005). Jego rekord życiowy wynoszący 81,28 m, ustanowiony 25 września 1999 roku, jest jednocześnie rekordem Czech.

## Osiągnięcia
| Rok  | Impreza                     | Miejsce   | Pozycja | Wynik |
| ---- | --------------------------- | --------- | ------- | ----- |
| 1992 | Mistrzostwa świata juniorów | Seul      | 15.     | 59,48 |
| 1997 | Mistrzostwa świata          | Ateny     | 15. q   | 70,50 |
| 1999 | Mistrzostwa świata          | Sewilla   | 12.     | 75,26 |
| 2000 | Igrzyska olimpijskie        | Sydney    | 8.      | 77,32 |
| 2001 | Mistrzostwa świata          | Edmonton  | 12. q   | 74,20 |
| 2002 | Mistrzostwa Europy          | Monachium | 14. q   | 74,52 |
| 2004 | Igrzyska olimpijskie        | Ateny     | 14. q   | 71,76 |
| 2006 | Mistrzostwa Europy          | Göteborg  | 10. q   | 68,63 |

## Rekordy życiowe
- Rzut młotem: 81,28 (NR)
- Rzut dyskiem: 39,03
- Pchnięcie kulą: 16,03